# NGC 1062
NGC 1062 est une étoile située dans la constellation du Triangle. 
L'astronome britannique Ralph Copeland  a enregistré la position de cette étoile le 11 octobre 1873.
Notons que la galaxie UGC 2201 (PGC 10331) est identifiée faussement à NGC 1062 sur la base de données Simbad.